# Малоберестовицкий сельсовет
Малоберестовицкий сельсовет (бел. Малабераставіцкі сельсавет) — административная единица на территории Берестовицкого района Гродненской области Белоруссии. Административный центр сельсовета — агрогородок Малая Берестовица.

## История
Малоберестовицкий сельсовет образован в 1940 году.
В XV—XVIII веках эти земли вместе с деревнями входили в состав Гродненского повета Трокского воеводства. После третьего раздела Речи Посполитой в Гродненский уезд Слонимской, затем Литовской и Гродненской губерний.
В XIX веке центром волости была деревня Берестовичаны. В 1890 году в волость входили наряду с другими деревнями населенные пункты Богдюки, Диневичи, Каменка, Ковали, Куркежи, Малая Берестовица, Спудвилы, Хиляки, Олекшицы и другие. В Малоберестовицкой волости было 3 православные церкви: Олекшицкая, Гольневская и Малоберестовицкая; 865 крестьянских и 138 некрестьянских дворов, проживали 2562 мужчины и 2563 женщины. Крестьяне имели 6445 десятин земли, у помещиков — 7343 десятины, у церковных приходов — 237 десятин.
В 1921—1939 годах Малоберестовицкая гмина относилась к Гродненскому повету Белостокского воеводства.
В 1940—1941 годах — Малоберестовицкий сельсовет Крынковского района Белостокской области.
В 1941—1944 годах — Малоберестовицкая гмина Соколовского повета округа «Белосток», который входил в состав Восточной Пруссии.
С 20 сентября 1944 года — Малоберестовицкий сельсовет Берестовицкого, с 25 декабря 1962 года — Свислочского, с 30 июля 1966 года — снова Берестовицкого районов Гродненской области.

## Состав
Малоберестовицкий сельсовет включает 14 населённых пунктов:
- Богдюки — деревня.
- Войтеховщина — деревня.
- Голынка — деревня.
- Диневичи — деревня.
- Иодичи — деревня.
- Каменка — деревня.
- Клюковцы — деревня.
- Ковали — деревня.
- Кули — деревня.
- Малая Берестовица — агрогородок.
- Непорожневцы — деревня.
- Ойцово — деревня.
- Поплавцы — деревня.
- Хиляки — деревня.

## Демография
В 2011 году в населенных пунктах сельсовета проживало 1584 человек, трудоспособного возраста − 918, детей — 266, старше трудоспособного 400. Участников Великой Отечественной войны и работников тыла — 2, одиноких граждан — 27 человек, одиноко проживающих — 165 семей граждан, многодетных семей — 10, инвалидов 1 и 2 группы — 73.

## Промышленность и сельское хозяйство
- Сельскохозяйственный производственный кооператив «Малоберестовицкий элитхоз»
- Дочернее предприятие «Берестовицкая сельхозтехника» Гродненского унитарного предприятия «Облсельхозтехника»
- Обособеленное структурное поджразделение «Ойцовский спиртовой завод» унитарного предприятия «Слонимский винодельческий завод» Гродненского областного унитарного предприятия пищевой промышленности «Гроднопищепром»
- Крестьянско — фермерское хозяйство «Константа», крестьянское хозяйство Галабурды и фермерское хозяйство «Хиляки»

## Социальная сфера
- Малоберестовицкая амбулатория
- Малоберестовицкая сельская библиотека
- Малоберестовицкий центральный дом культуры
- Малоберестовицкий ясли-сад на 75 мест, Малоберестовицкая средняя общеобразовательная школа, детский социальный приют Берестовицкого района
- Государственное учреждение образования «Учебно-педагогический комплекс Поплавский ясли — сад — базовая школа» на 208 мест.

## Памятные места
На территории сельсовета имеется могила красноармейцев. В могиле красноармейцев похоронены воины Красной Армии, которые погибли во время советско-польской войны в 1920 году.
Воинские захоронения времен Великой Отечественной войны, памятник землякам, мемориальный знак и мемориальная доска.
На территории православного кладбища, неподалёку от агрогородка Малая Берестовица расположена «могила жертв фашизма». В братской могиле захоронено 15 мирных жителей, которые были расстреляны 12 июля 1941 года немецкими оккупантами. В 1965 году на могиле поставлен обелиск.
На территории православного кладбища также находится могила неизвестного солдата. На могиле поставлен крест. На табличке надпись: «Здесь похоронен ст. л-т „Неизвестный“, погибший в боях за переход через реку Свислочь».
Памятник землякам. Воздвигнут в честь 84 земляков, которые погибли в Великую Отечественную войну.
Для увековечения памяти командира 250-й мотострелковой дивизии полковника Г. Н. Цитаишвили, который погиб в июле 1944 года в бою с немецкими войсками, в 2005 году установлен мемориальный знак. В 1982 году на новой улице, которой присвоено имя Г. Н. Цитаишвили, торжественно открыта мемориальная доска с текстом «Улица названа в честь командира 250 МСД полковника Цитаишвили Геронтия Нестеровича (1908—1944) героически погибшего при освобождении Берестовицкого района от немецко-фашистских захватчиков».

## Достопримечательности
- В агрогородке Малая Берестовица:
  - католический костёл Св. Антония 1863 года, реконструирован в 1991 году;
  - православная церковь святого великомученика Димитрия Солунского 1866 года;
  - здание плебании, конец XIX — начало XX века;
  - крахмальный завод, 1919 год;
  - усадебно-парковый комплекс Волковицких, служебные постройки бывшей.
- Памятник землякам в деревне Поплавцы воздвигнут в честь 53 земляков, погибших в годы Великой Отечественной войны в 1941—1945 годы.
- Памятник партизанам в деревне Иодичи, воздвигнут в память о подвиге 21 партизан, которые погибли на этом месте в бою с немецко-фашистскими захватчиками 9 апреля 1944 года.